# Custodio Dos Reis
Custodio Dos Reis (* 30. November 1922 in Rabat; † 26. November 1959 in Annaba) war ein französischer Radrennfahrer.

## Sportliche Laufbahn
Custodio Dos Reis war im Straßenradsport aktiv. Er war der Sohn portugiesischer Eltern, die nach Marokko ausgewandert waren. Später nahm er die französische Staatsbürgerschaft an. Er blieb Marokko eng verbunden und startete dort häufig bei Radrennen.
Von 1946 bis 1949 war er Berufsfahrer. 1946 gewann er vier Etappen der Portugal-Rundfahrt und kam in der Gesamtwertung auf den 8. Platz. Im Circuito de Torres Vedras holte er einen Tagessieg. Ein Jahr später kam er auf den 5. Rang der Portugal-Rundfahrt und gewann zwei Etappen. 1951 war er auf zwei Etappen der Marokko-Rundfahrt erfolgreich. Sein bedeutendster sportlicher Erfolg war der Gewinn der 14. Etappe der Tour de France 1950. Während seiner Zeit, in der er in französischen Radsportteams fuhr, gewann er einige Kriterien.
Zweite Plätze holte er in den portugiesischen Rennen 50 Km da U.V.P. 50 Km Clássicos, im 100 km Clássicos und 100 Km Contra-Relógio 1946.
Die Tour de France bestritt er zweimal. 1949 wurde er 54. und 1950 26. der Gesamtwertung.